# Mistral (pocisk)
Mistral – francuski system przeciwlotniczych pocisków rakietowych bardzo krótkiego zasięgu (VSHORAD). System został nazwany tak, jak pocisk, który jest jego integralną częścią. Stanowi podstawowy system przeciwlotniczy krótkiego zasięgu w 25 armiach na całym świecie, w tym w armii francuskiej.

## Historia
Prace nad nowym systemem przeciwlotniczym krótkiego zasięgu rozpoczęły się we Francji na początku lat 80. Prace prowadzono w oparciu o system przeciwlotniczy poprzedniej generacji SATCP. Produkcja seryjna rozpoczęła się w 1988 r., a dostawy dla armii francuskiej w 1989 r.

## Wersje
W zależności od miejsca odpalenia pocisku i charakterystyki ochranianego obiektu powstało wiele wersji zestawów:

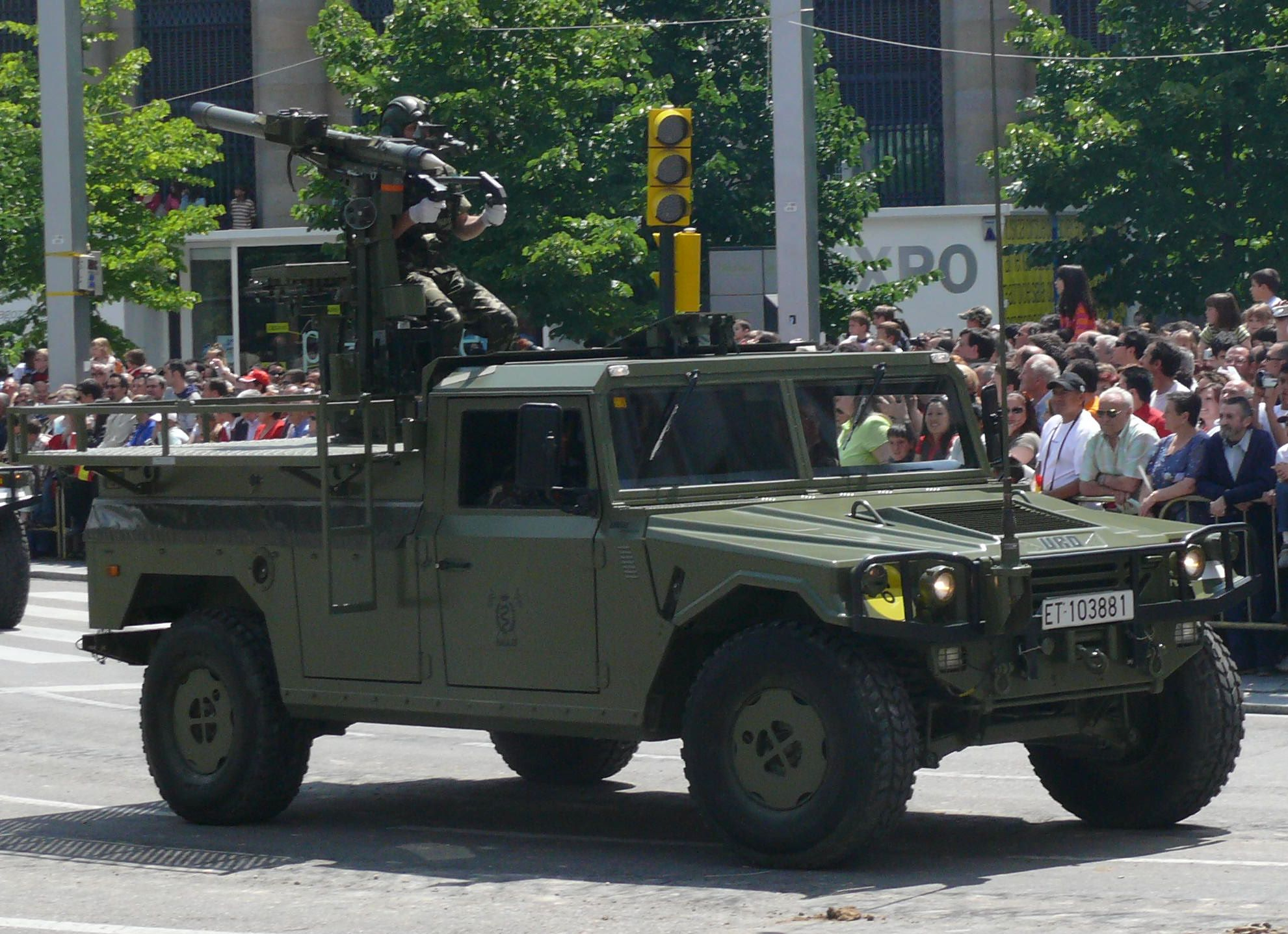
MANPADS na samochodzie URO VAMTAC

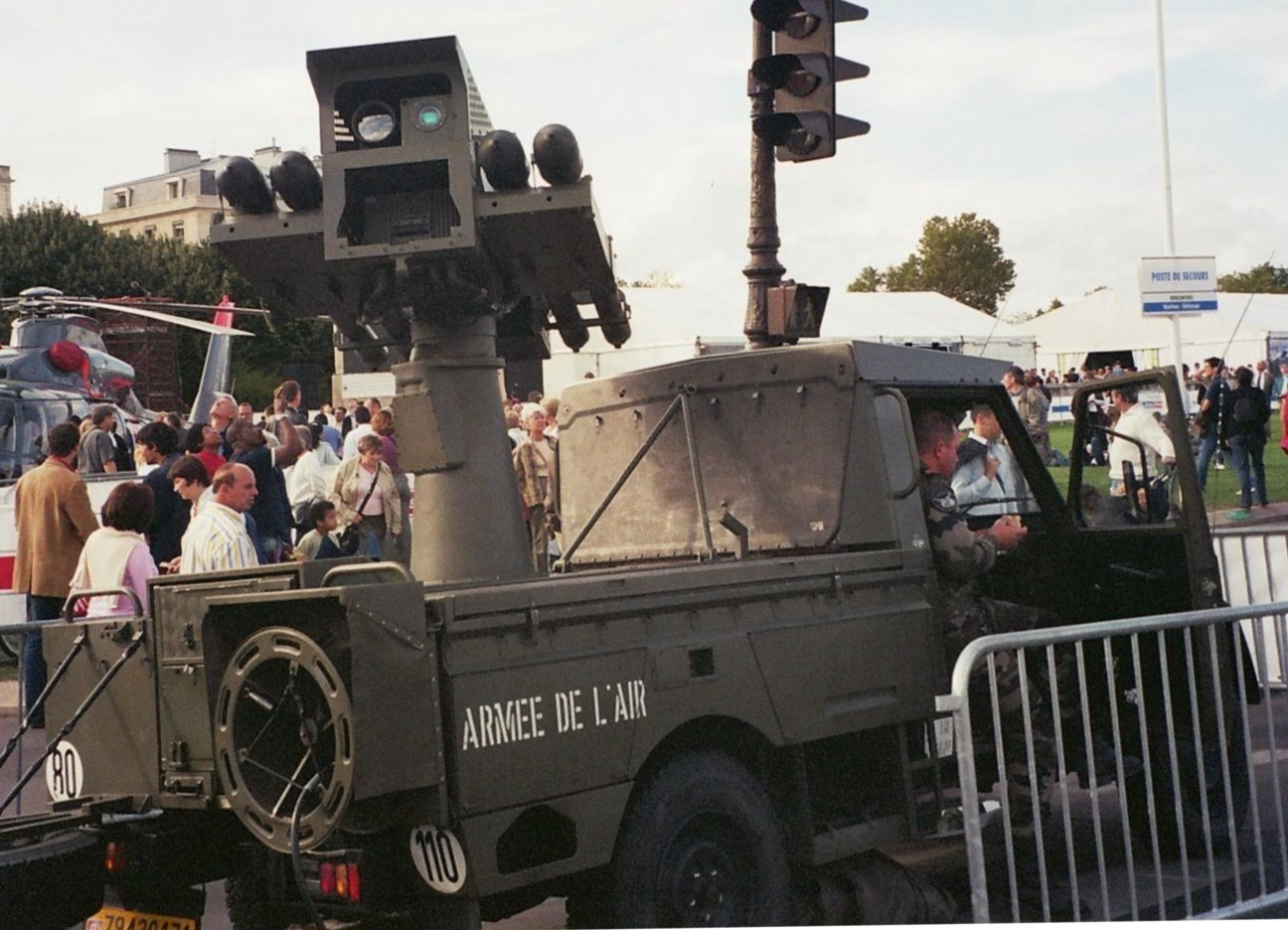
Wyrzutnia ASPIC

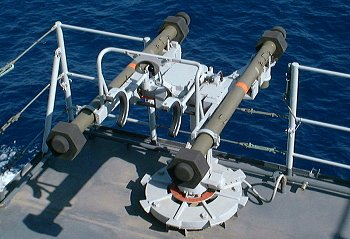
Wyrzutnia SIMBAD

- – MANPADS – to najprostsza i najpowszechniejsza wersja zestawu Mistral. Składa się z pocisku Mistral umieszczonego w rurowej prowadnicy i wyrzutni, na którą składa się trójnożna podstawa z siedzeniem dla operatora, mechanizm odpalający, optyczny zestaw celowniczy i nocny system wizyjny. Dodatkowo system może być wyposażony w system identyfikacji swój-obcy.
- – ALAMO – to zestaw MANPADS umieszczony na podwoziu samochodu ciężarowego lub terenowego.
- – Pamela – wersja MANPADS umieszczona na samochodzie terenowym VLRA TPK 425, dla armii francuskiej
- – ATLAS – to zdublowany zestaw MANPADS o wadze 150 kg, z wyrzutnią dwóch pocisków.
- – ALBI – zestaw ATLAS umieszczony na podwoziu czterokołowego samochodu opancerzonego Panhard VBL.
- – ASPIC – zestaw z czterema pociskami i optronicznym systemem śledzenia celów umieszczony na samochodzie terenowym Peugeot P4, dla lotnictwa francuskiego
- – SANTAL – to autonomiczny zestaw umieszczony na podwoziu samochodu opancerzonego wyposażony w system wykrywania i śledzenia celów powietrznych, z sześcioma pociskami (nie wszedł do produkcji)
- – SIMBAD – morska wersja zestawu ATLAS z dwoma pociskami
- – SADRAL – morski zautomatyzowany zestaw z 6 pociskami i układem centralnego sterowania
- – AATCP (air-air très courte portée) – pocisk powietrze-powietrze dla śmigłowców Gazelle i Tigre